# Oberbipp
Oberbipp est une commune suisse du canton de Berne, située dans l'arrondissement administratif de Haute-Argovie.

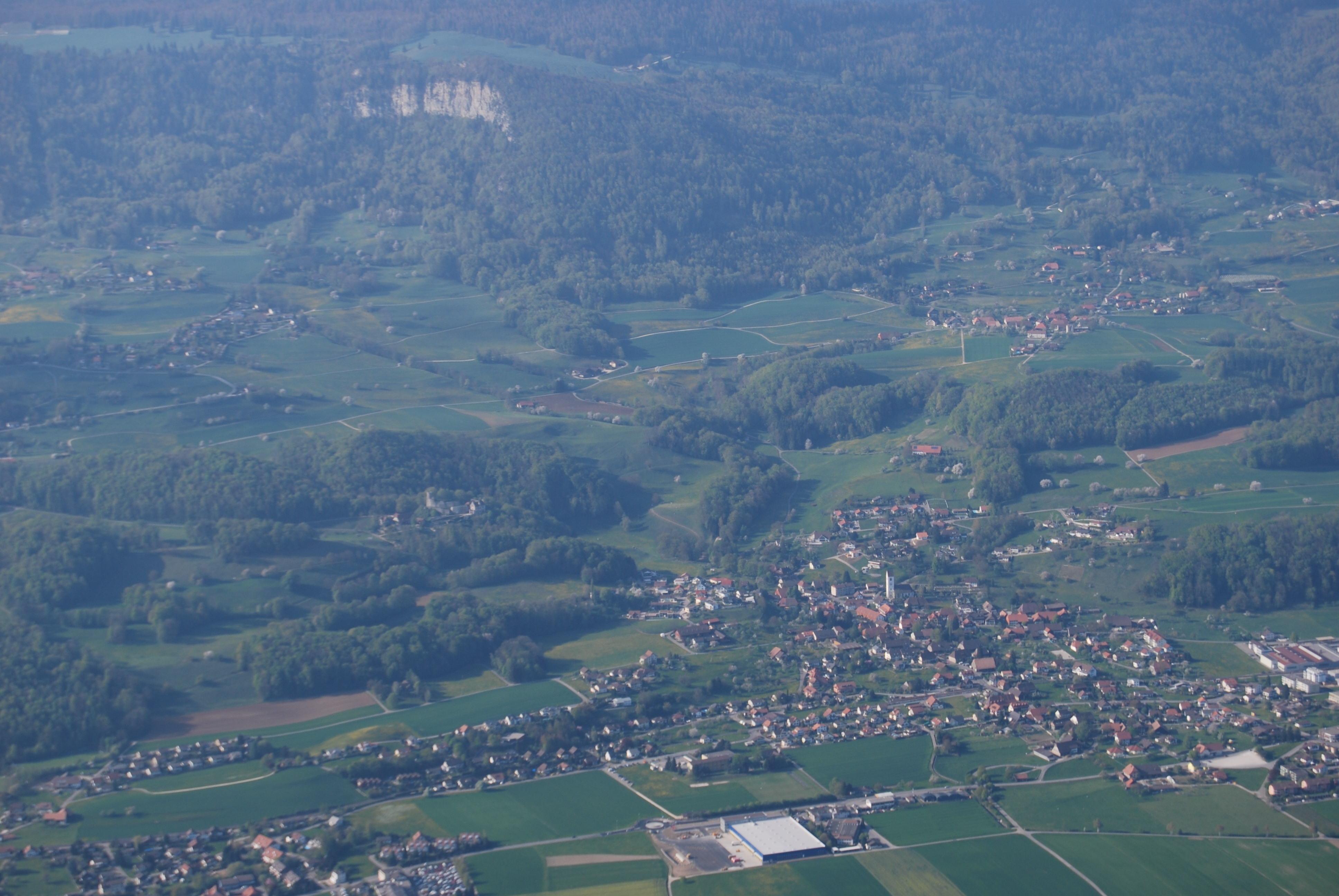
Oberbipp.

## Histoire

Photo aérienne (1947)

Sous l'Ancien régime, la commune faisait partie du bailliage de Bipp.

## Église d'Oberbipp
Oberbipp est un site qui fut occupé dès la plus haute antiquité. On y a retrouvé des traces du Néolithique. La première église du VIIIe siècle fut édifiée sur les restes d'une villa romaine. En 1100 environ, on sait que l'édifice revêtait la forme d'une basilique romane à trois nefs et absides. L'église actuelle est une construction de 1686 projetée par l'architecte Abraham Dünz qui collabora, notamment, à la fin de la construction du Münster de Berne. La tour de l'église d'Oberbipp est d'époque gothique (XVe siècle). L'église a été restaurée et a retrouvé son aspect baroque campagnard du XVIIe siècle. La chaire, de 1659, est un chef-d'œuvre de sculpture sur bois. L'artiste bâlois Hans Stocker (de), en 1967, a réalisé les trois grands vitraux du chœur sur les thèmes du Paradis, de la Création et de la Nativité. Hans Stocker (1896-1983) est le frère aîné du peintre et verrier Coghuf, bien connu en Suisse. Hans Stocker a réalisé un grand nombre de vitraux et de peintures murales pour des églises en Suisse et hors des frontières suisses. L'orgue est l'œuvre de la Manufacture bernoise Wälti (1976).

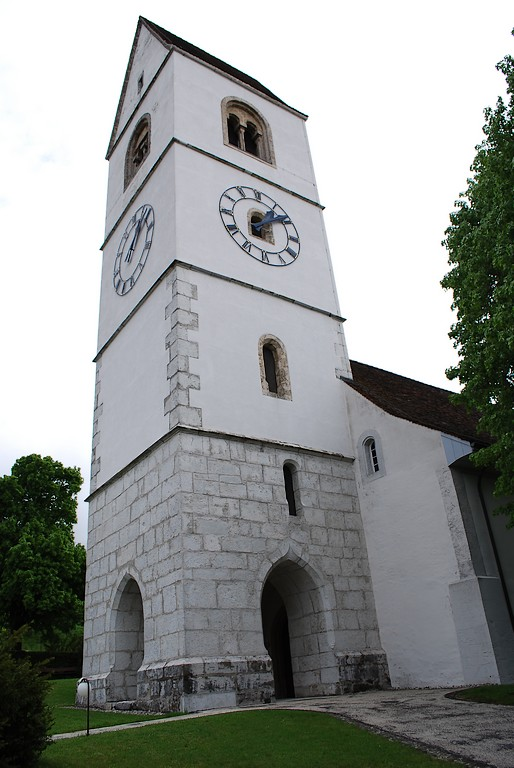
Église d'Oberbipp.
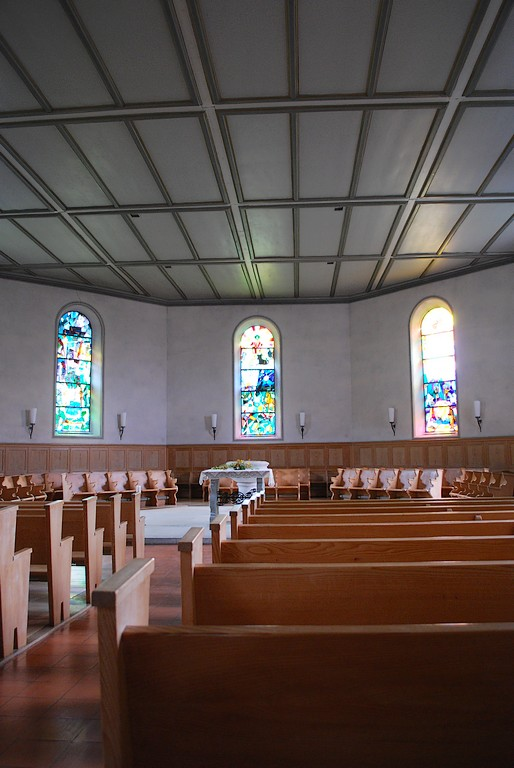
Église d'Oberbipp, vue intérieure.
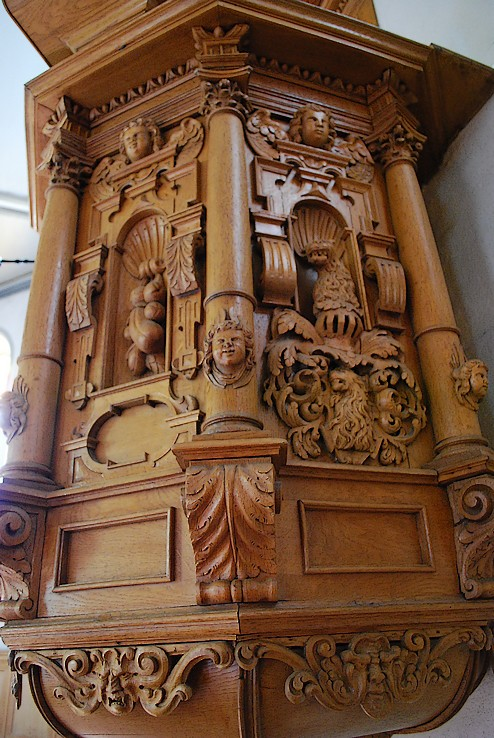
La chaire sculptée de 1659.
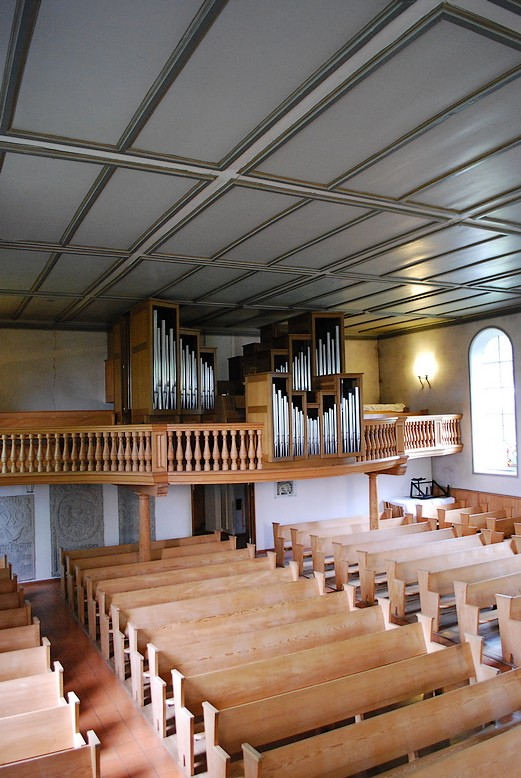
Orgue Wälti de 1976.